# اولاد خالد (سعیده)
اولاد خالد (سعیده) (به عربی: أولاد خالد) یک شهرداری در الجزایر است که در استان سعیده واقع شده‌است.